# Triaenodes drepana
Triaenodes drepana is een schietmot uit de familie Leptoceridae. De soort komt voor in het Australaziatisch gebied.